# Sàssola
La sàssola de mà és un dispositiu que es fa servir per treure l'aigua d'un petit vaixell, com ara un veler. En el cas més simple, no és més que un contenidor que pot ser omplert de forma manual llençant després l'aigua per la borda. És un dels equips estàndard en els vaixells petits, i sol ser de plàstic.
Aquest tipus de dispositiu està en ús des dels primers temps de la navegació i encara està en ús en petites embarcacions de vela i barques.
Alguns països tenen regulacions que les requereixen com material obligatori.
L'administració pública sueca de pesca així com la finesa recomanen portar una sàssola sempre en els vaixells de pesca. A Suècia també és obligatòria en les embarcacions d'esbarjo.

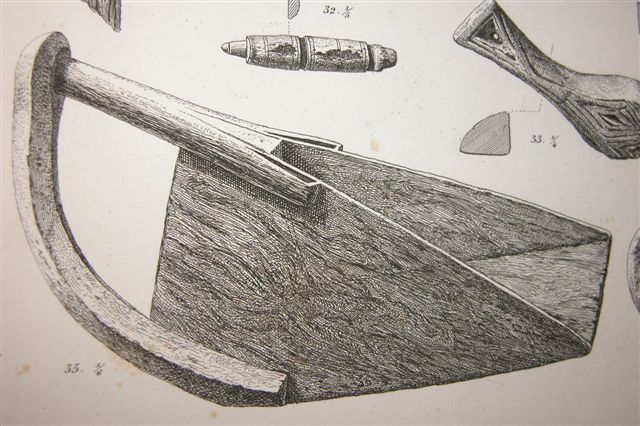
Edat de Ferro: sàssola de mà Nydam Mose
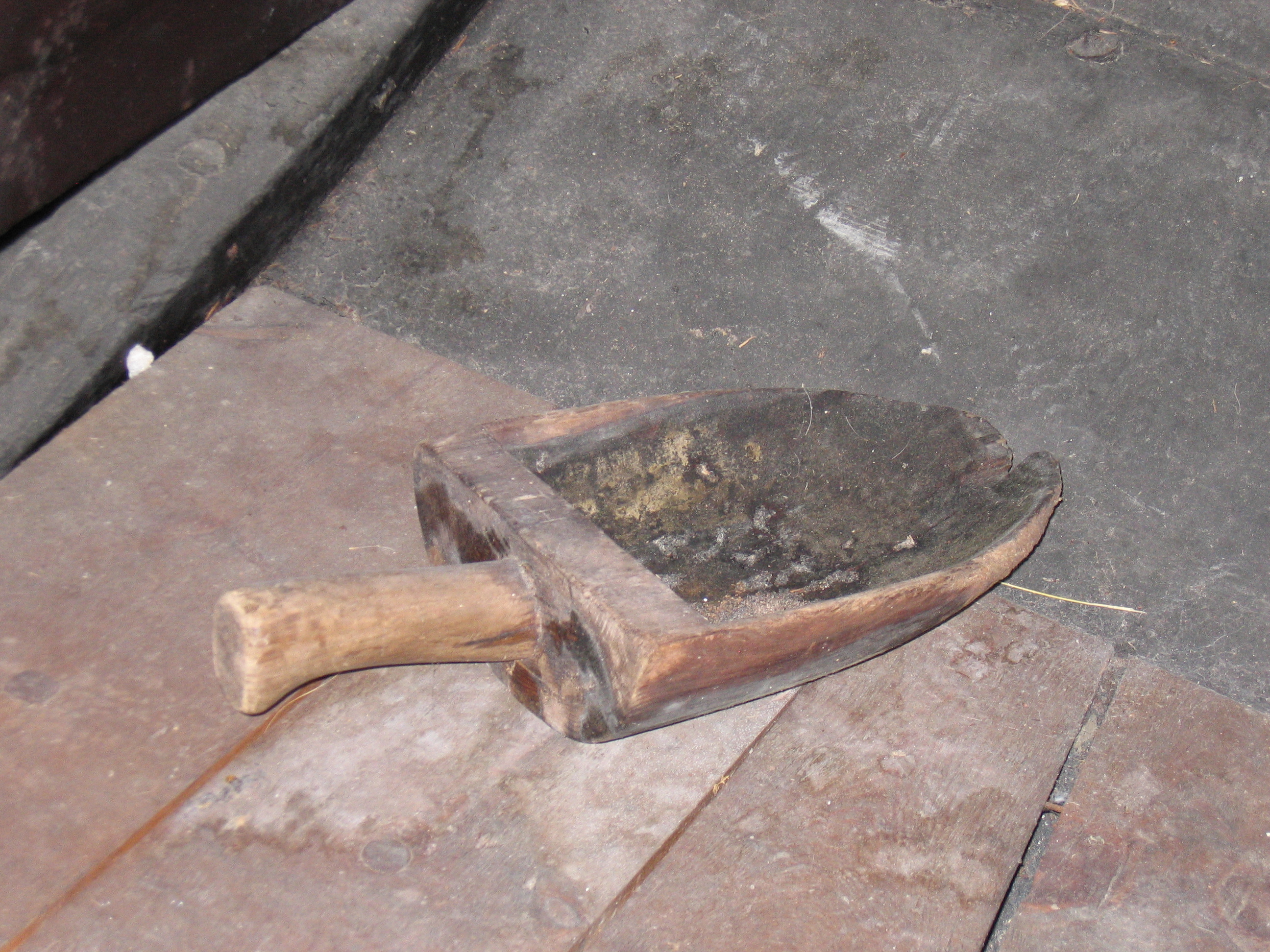
"Auskjer" noruec (sàssola de mà tradicional)
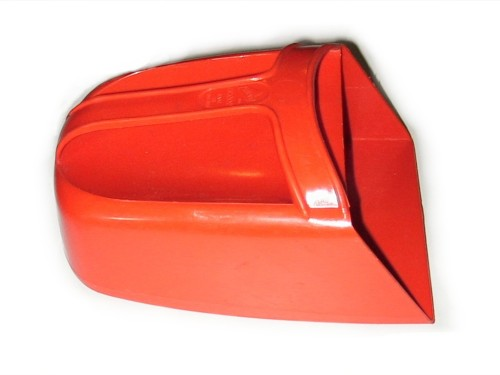
Sàssola de mà moderna de plàstic

## Sàssola automàtica
En alguns tipus moderns d'embarcacions per a la pràctica d'esports de vela, les sàssoles manuals poden ser obsoletes, ja que normalment estan equipades amb sàssoles automàtiques, (també anomenades Bailers ) que funcionen xuclant l'aigua per efecte Venturi.

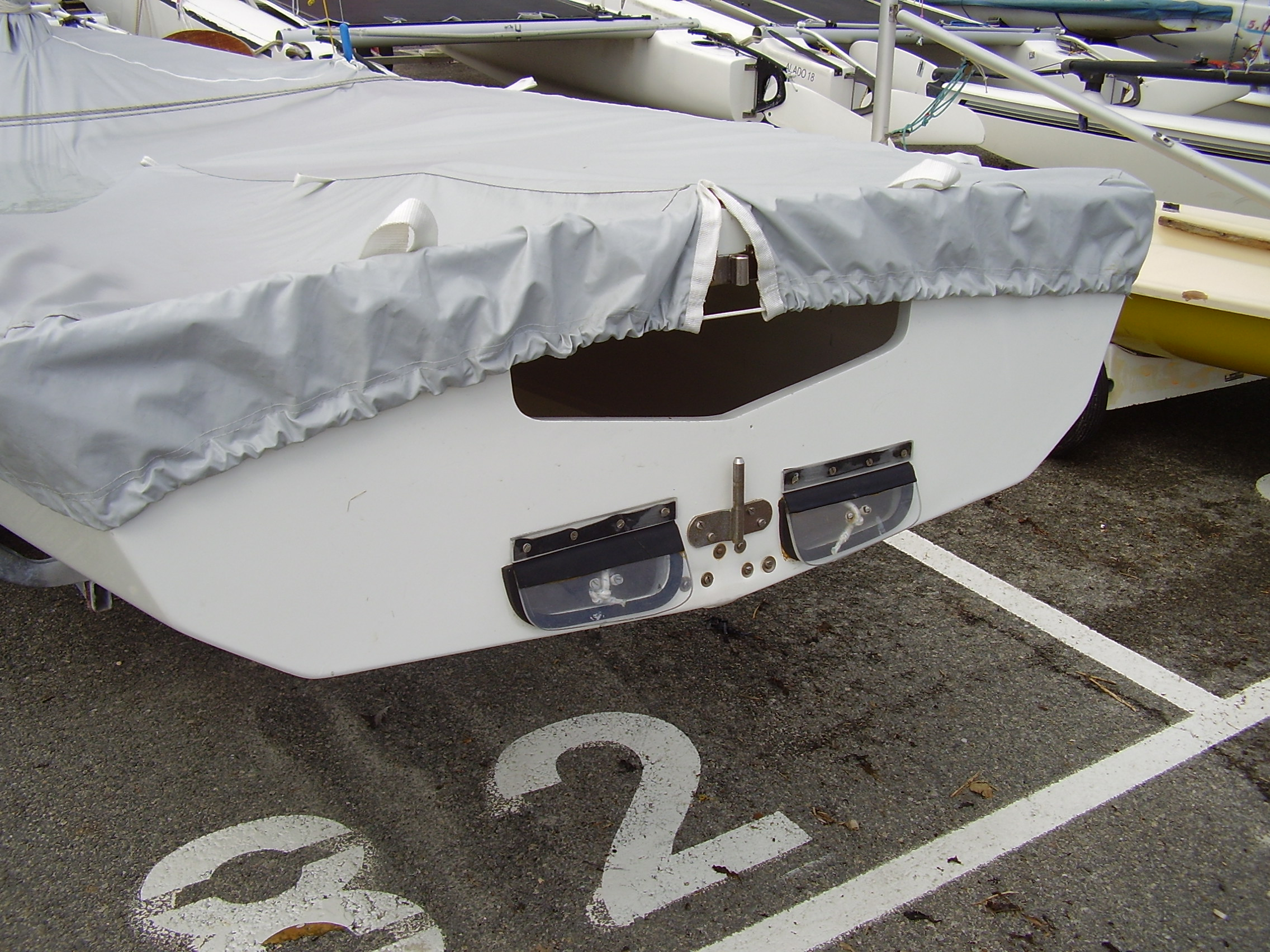
Bailer, del tipus de popa
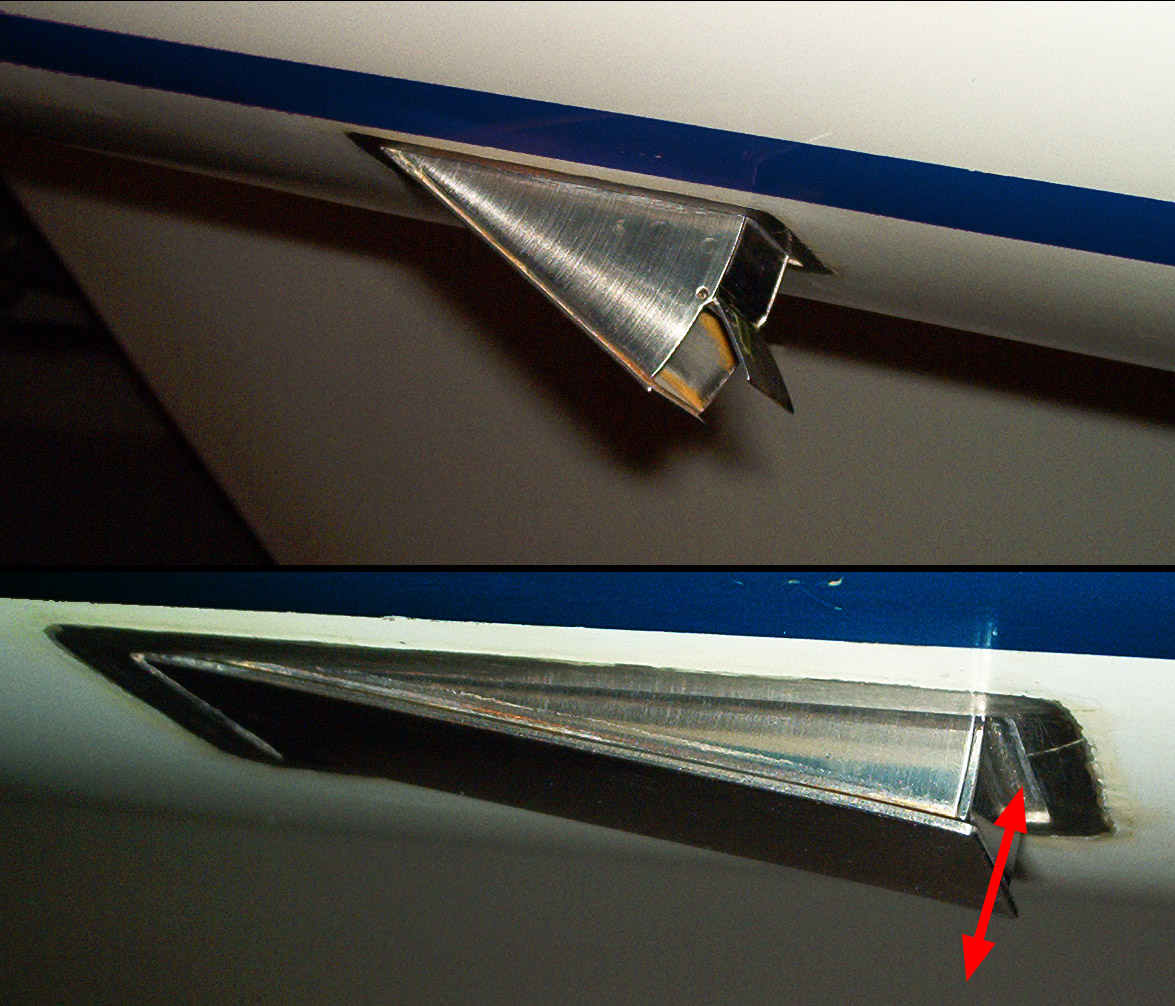
Bailer  Elvstrøm, vista des de fora del vaixell
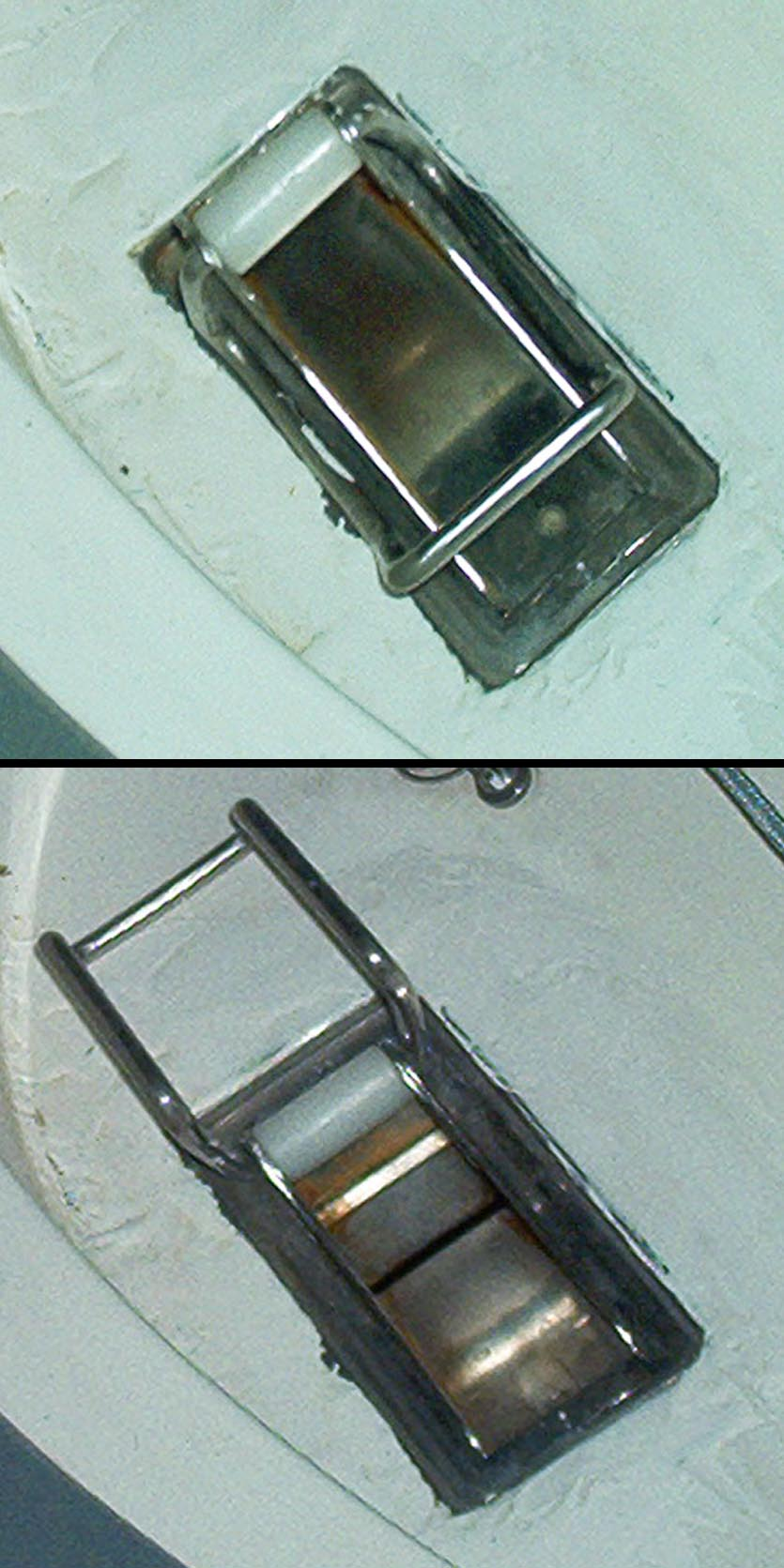
Bailer  Elvstrøm, vista des de l'interior del vaixell